# げんき印の大盛りソング/お菓子つくっておっかすぃ〜
「げんき印の大盛りソング/お菓子つくっておっかすぃ〜!」（げんきじるしのおおもりソング/おかしつくっておっかすぃ〜）は、2002年11月27日にzetima（現・アップフロントワークス）から発売されたミニモニ。と高橋愛+4KIDSのコラボレーション・シングル。

## 内容
4KIDSとは、当時ハロー!プロジェクト・キッズであった須藤茉麻・菅谷梨沙子・鈴木愛理・萩原舞の事である。
「げんき印の大盛りソング」は、映画『ミニモニ。じゃムービー お菓子な大冒険』の主題歌、「お菓子つくっておっかすぃ〜!」は同挿入歌である。

## 収録曲
全作詞・作曲：つんく
1. げんき印の大盛りソング
歌：ミニモニ。と高橋愛+4KIDS
編曲：小西貴雄
2. お菓子つくっておっかすぃ〜!
歌：ミニモニ。
編曲：渡部チェル
3. げんき印の大盛りソング（オリジナル・カラオケ）
4. お菓子つくっておっかすぃ〜!（オリジナル・カラオケ）

## 参加ミュージシャン
げんき印の大盛りソング
- プログラミング&キーボード：小西貴雄
- ギター：朝井泰生
- コーラス：つんく・須藤茉麻・菅谷梨沙子・鈴木愛理・萩原舞

お菓子つくっておっかすぃ〜!
- プログラミング&オルガン：渡部チェル
- ベース：小松秀行
- コーラス：つんく